# Buscoldo
Buscoldo è una frazione situata nel territorio del comune di Curtatone, in provincia di Mantova.

## Geografia
Buscoldo è situata a 6 km a sud-ovest di Montanara, sede del comune di Curtatone, e a circa 11,8 km a sud-ovest dal centro di Mantova.

## Storia
Antiche sono le testimonianze sui primi abitanti; tombe di epoca neolitica e romana sono state ritrovate nel territorio di Buscoldo, ma solo divenendo militarmente importante si sviluppò intorno al castello, denominato "castrum Buscoldi" e altre fortificazioni che facevavo parte del sistema difensivo ideato nella prima metà del XIII sec., denominato "Serraglio", toponimo che attualmente identifica una piccola borgata alla periferia del paese.
Buscoldo divenne la frazione più popolosa e importante del comune di Curtatone. Nel 1760 iniziò la costruzione della chiesa dedicata a San Marco Evangelista, aperta al culto nel 1792, che sostituì un preesistente edificio religioso di antichissime origini. Le decorazioni a stucco della parrocchiale furono eseguite dallo stuccatore svizzero Giovanni Battista Staffieri nel 1787.
Al termine della Seconda guerra d'indipendenza, dopo la Pace di Zurigo del 1859, il territorio buscoldese venne attraversato dal confine tra il Regno di Sardegna e il Regno Lombardo-Veneto.
Tale periodo si concluse nel 1866 quando l'intera provincia di Mantova e il Veneto furono annessi al nuovo Regno d'Italia.

## Monumenti e luoghi d'interesse
- Chiesa di San Marco Evangelista